# Kleiner Asseljäger
Der Kleine Asseljäger (Dysdera erythrina) ist eine Echte Webspinne aus der Familie der Sechsaugenspinnen. Wie bei allen Spinnen der Familie sind die Augen bei Dysdera erythrina dicht, fast kreisförmig an der Stirn angeordnet. Das Opisthosoma hat keine dunklen Flecken.

## Aussehen
Die Körperlänge beträgt beim Weibchen 9–14 mm und beim kleineren Männchen 6–8 mm. Das Prosoma ist bei dieser Spinne dunkelrot und das Opisthosoma ist gräulich glänzend. Die Klauen der Cheliceren sind an der Vorderseite konkav und pinzettenartig. Die Grundglieder der Cheliceren sind nicht ganz halb so lang wie der Vorderkörper. Dysdera crocata ist Dysdera erythrina sehr ähnlich. Die beiden Arten unterscheiden sich z. B. in der Größe, wobei Dysdera crocata größer werden kann.

## Verbreitung und Lebensraum
Dysdera erythrina ist an warmen, sonnigen Stellen zu finden, man findet sie in Wacholderheiden, Weinbergen und Steinbrüchen, im Bergland und auf steinigen Trockenrasen. Sie ist in Mitteleuropa verbreitet, aber nicht sehr häufig.

## Lebensweise
Die nachtaktive Spinne versteckt sich tagsüber in einem festen Gespinstsack, meist unter Steinen.
Sie ernährt sich unter anderem von Asseln, die von anderen Spinnen gemieden werden. Da die Cheliceren stark verlängert sind, kann sie die Rückenplatten der Assel umgreifen und so ihren Giftbiss anbringen.

## Fortpflanzung
Bei der Paarung bewegt sich das Männchen mit seitlich abgespreizten Tastern auf das Weibchen zu, hierbei stehen die Tasterbulben im rechten Winkel vom Endglied des Tasters ab. Es kriecht dann unter das Weibchen und führt beide Bulbusspitzen in die beiden Geschlechtsöffnungen ein. Dieser Akt kann bis zu einer Stunde dauern. Die Eier werden dann in einem enger gewobenen Wohngespinst abgelegt.

## Systematik
Es gibt drei Unterarten von Dysdera erythrina: Dysdera erythrina fervida, Dysdera e. lantosquensis und Dysdera e. provincialis.